# 太田哲也
太田 哲也（おおた てつや、1959年（昭和34年）11月6日 - ）は、日本のモータージャーナリスト、元・レーシングドライバー。群馬県前橋市出身。日本大学第二高等学校、武蔵大学経済学部卒業。東京都世田谷区在住。
太田哲也オウンドメディア　～KEEP ON RACING～ （日本語）

## 略歴
1982年（昭和57年）にレースデビュー。その後、当時レーシングチームを経営していたチェッカーモータースの兼子眞に見出され、富士グランチャンピオンレース（富士GC）などに参戦。1987年（昭和62年）からは全日本F3000選手権に出場。1989年（昭和64年/平成元年）にはマツダとワークス契約を結び、全日本F3000に加えて全日本スポーツプロトタイプカー耐久選手権 (JSPC) などにも出場する。1990年（平成2年）には篤子夫人と結婚。1991年（平成3年）、マツダとのワークス契約終了。
1993年（平成5年）から1996年（平成8年）までル・マン24時間レースにイギリス・シンプソンチームからフェラーリ・348LMで出場。日本人ではじめてのル・マンでのフェラーリドライバーとなった。1995年（平成7年）からフェラーリの準ワークスチーム的存在のフェラーリ・クラブ・イタリア・チームからフェラーリ・F40GTEで出場。これによるフェラーリ社との関係により、日本国内で開催されるフェラーリのワンメイクレース「フェラーリ・チャレンジレース」の講師や、全日本GT選手権 (JGTC) に参戦するフェラーリ・F40のドライバーを務める。
1993年（平成5年）から「ティーポ」（ネコ・パブリッシング）を初めとする自動車雑誌への寄稿を開始、1995年（平成7年）から日本カー・オブ・ザ・イヤーの選考委員となるなど、モータージャーナリストとしても活動した。
1997年（平成9年）フェラーリインポーターの「コーンズ」とフェラーリ・クラブ・オブ・ジャパン支援の下、チーム・フェラーリ・クラブ・オブ・ジャパンの代表に指名され、フェラーリ・F355GTを新規に自社製作、自らもステアリングを握り、JGTC GT300に参戦。初戦は最後尾からのスタートだったが、最後のオールスター戦で優勝した。
翌1998年（平成10年）5月、富士スピードウェイで開催されたJGTC 第2戦での事故で瀕死の重傷を負うが、その後の3年間の懸命のリハビリにより社会復帰した (後述)。
事故から復帰までを綴った「クラッシュ」「リバース」（幻冬舎）がスポーツドキュメントとしては異例のベストセラーに。その後、高校生に向けた「生き方ナビ」、「世界でいちばん乗りたい車」「知識ゼロからの車選び」を執筆。著書「クラッシュ」は奥山和由によってドキュメンタリー映画化され、自身も出演。
2022年現在は事故の後遺症による手足の機能障害の為に、プロのレーシングドライバーとしてのキャリアを絶たれてしまったが、エッセイや自動車雑誌のインプレッション記事等の執筆活動の他、モータージャーナリストとしての活動、"TEZZO"ブランドでアルファロメオやフェラーリ等のチューニングパーツの企画開発、そして40代以上のアマチュアドライバーにレース出場の機会を与える"TEZZO RACERS CLUB"の主宰、落ち込んで苦悩している人を支援しチャレンジを促す「NPO KEEP ON RACING」の主宰など、事故以前よりも精力的に活動している。
また自身の事故での経験を基にした「チャレンジ」をテーマに、講演活動を学校、病院関係、企業などからの依頼で行う他、朝日小学生新聞と連動した「太田哲也小学校出張授業」も行っている。

## 1998年の事故

### 経過

#### 事故の発生
1998年（平成10年）5月3日の全日本GT選手権 (JGTC) 第2戦、雨の富士スピードウェイで決勝開始前のフォーメーションラップの1周目を終えようとしている最中、ペースカーが最終コーナーから突然加速し、通常より速い約160キロメートル毎時 (km/h) で走行したため隊列が整わなくなった。その結果、レース車両が巻き上げた水幕により視界はほとんどゼロ（自身の証言）という状況になり、後方を走行するGT300クラスのマシン数台がレーススタートと誤認し加速した。その後、状況を把握した数台が減速したところへ加速してきたさらに後方のマシンが衝突し、数台を巻き込む多重事故となった。
その中で、太田の前方を走っていた砂子智彦のポルシェ・911 GT2が、さらに前方の星野薫のポルシェ(砂子車と同型)に追突し、パーツを撒き散らしながら進行方向左側のエスケープゾーンに放り出され、右を向いた姿勢で停止する。
その直後、急減速した前方車両へ追突を避けようと同ゾーンへ逃げてきた太田のフェラーリ・F355GTが砂子のポルシェに衝突した。スタート前のためガソリンが満載されていた太田のフェラーリは爆発・炎上。衝突の弾みでコース脇のコンクリート壁に弾かれた後、スピンしながらホームストレートを跨ぎ、激しく炎上したままピットロード出口から200 mほど先の地点で後ろ向きに停止した。爆発の原因は、衝突の際にポルシェ、フェラーリともどもフロント側に設置されているガソリンタンクが押し潰され、噴出したガソリンが衝突時に生じた火花か何かに引火したものであった。

#### 事故後の対処
事故直後、衝突相手であるポルシェの炎上は比較的小規模であり、同車の砂子は自力で脱出して救急車で搬送されたが、太田は車内まで火が回り激しく炎上し続けるフェラーリの中に90秒近く取り残された。
真っ先に消火と救助を開始したのは、炎上する太田車の脇を通過した後に駆けつけたRE雨宮所属のドライバー、山路慎一であった。山路は太田が脱出していない事を確認するとマシンを停車させて下車し、消火器を持参して消火作業を行った。その後、太田の搬送のために現場に駆けつけたのは救急車ではなく、富士スピードウェイの機材車である商業用バンであった。あまりの対応の遅さとずさんさに激怒した山路は、その場でレスキューカーのフェンダーに蹴りを入れている。レスキューカーはフォーメーションラップ中最後尾につけていたが、スローダウン車両がいたために到着が遅れた。コントロールセンター脇からは消火車、救急車、破壊工作車が出動し、このうち消火車と救急車はポルシェへ、破壊工作車がフェラーリへと向かったが、現場到着は1分53秒後となった。
1番ポストのオフィシャルはポルシェの事故現場へ出ており、風向や視界の関係から最も状況を把握可能な2番ポストのオフィシャルは、初期段階で誰もフェラーリへ向かわず1分40秒後に到着した。事故現場へ行くためにコースを横断する必要がなく、最も早く到着できるであろう場所にいたピットロードのオフィシャルは消火終了1分後に到着した。

### 批判
出火から30秒で現場到着、消火、救出を済ませなければ、ドライバーの生命は非常に危険な状態におかれるため、フェラーリが炎に包まれてから最初にオフィシャルが到着するまでの1分10秒という時間は「もし山路が救援に駆けつけて消火活動を開始していなければ、太田の生命が危ぶまれていた」として問題視された。理由として、計3台うち2台炎上という多重クラッシュにより、レスキュー体制に混乱が発生していたことが挙げられる。
当時サーキットは「火傷は負っているが生命に支障は無い」と虚偽の報告を病院等に対して行ったほか、太田本人がレーシングスーツの下に着用する難燃素材で作られたアンダーウェアを着用していなかった等の虚偽報告を行った。加えてペースカーのドライバーは「正規のローリングスタートの速度を遵守し、そんなスピードは出していない」と虚偽の発言を行っていた。前述の「Tipo」誌が提供を受けたデータロガーのデータがそれを否定した形となったが、競技長およびサーキット側はその事実を頑として認めることはなかった。これは後の裁判の争点の一つともなった。
この事故当時観客が撮影していた映像は、事故後に「オートスポーツ」（三栄書房、当時は隔週刊）の編集部に送られ（後に「Tipo」編集部にも送られた）、各誌紙面を割いて事故の検証記事等が掲載された。また、映像証拠として後述する訴訟の際に状況証拠として使用されたほか、映画「クラッシュ」のワンシーンにも使用されている。

### その後
太田の受傷程度は全身の熱傷による重体であったが、治療とリハビリの後、2003年（平成15年）にはアルファロメオのワンメイクレースである「アルファチャレンジカップ・ユーロカップ」でレースに復帰した。復帰に至るまで肉体的や精神的にPTSDなど様々に苦しんだ。事故後初めて鏡で自分の顔を見た際、そのあまりの酷さに衝撃を受けて自殺も考えたという。
2001年（平成13年）には、富士スピードウェイでの事故からリハビリ・再起に至るまでの過程をまとめた自叙伝と言うべき作品『クラッシュ-絶望を希望に変える瞬間』（幻冬舎）を出版。同作品は2003年（平成15年）に映画化された（プロデューサーは奥山和由）。同年には『クラッシュ』の続編に当たる『リバース（Re-Birth）-魂の還る場所』（幻冬舎）も出版されている。
重度熱傷による後遺症によって右手足に機能障害が残ったため、プロのレーシングドライバーとしては引退をせざるを得なくなった。アマチュアレーサーとして参加する際は、右足首の動きをアシストする為に、膝に巻いたベルトとシューズの足の甲をシリコンチューブで繋いで、足首の動きをアシストしている。
現在は既述の通り、執筆や講演活動、自動車のチューニングパーツ開発等に携わっている。

### 裁判
事故後にTipo誌が予選上位のチームからデータ提供の協力を得てデータロガーの速度記録を調べた結果、最終コーナーで150 km/hまで加速していた事実が判明するなど、大雨の中ペースカーが必要以上に速く走行したことや、衝突による火災発生後救護班が到着するまでに非常に時間がかかったこと、その後の処置体制の不備など、レース主催者の対応に不手際があったとして、太田とその弁護団は1999年（平成11年）11月、レース主催者の富士スピードウェイとテレビ東京他）やレースを公認した日本自動車連盟 (JAF) に対し約2億9,000万円の損害賠償請求をする民事訴訟を起こした。
レース参加者が主催者側の不備について損害賠償を求めるという、過去にあまり例のない裁判として注目を集めた。裁判では、レースのエントリー時にドライバーが主催者に対して事前に提出（該当のレースにおける太田も同様）する「主催者や他の競技者らの責任を追及したり損害賠償を請求したりしない」という誓約書の有効性が、争点のひとつとなった。
2003年（平成15年）10月、東京地方裁判所は原告側の主張をほぼ認め、JAFを除く主催者に対し約9,000万円の損害賠償を支払うよう命じる決定をした。前記の誓約書の有効性については、「当該誓約書の内容は著しく不当・不公平で公序良俗に反するため無効」と判断された。被告であった主催者側は判決を不服として東京高等裁判所に控訴したが、2005年（平成17年）7月、主催側とテレビ局などが安全対策を怠ったとして1審の東京地裁判決の支払い命令の9,000万円を支払うことで和解が成立した。

## レース戦績

### 全日本F3000選手権
| 年                 | チーム                           | 1       | 2       | 3       | 4       | 5       | 6       | 7       | 8      | 9       | 10     | 11    | 順位 | ポイント |
| ------------------ | -------------------------------- | ------- | ------- | ------- | ------- | ------- | ------- | ------- | ------ | ------- | ------ | ----- | ---- | -------- |
| 1987年（昭和62年） | CHECKER MOTOR SPORTS CLUB        | SUZ     | FSW 13  | MIN     | SUZ Ret | SUZ 11  | SUG Ret | FSW Ret | SUZ    | SUZ Ret |        |       | NC   | 0        |
| 1988年（昭和63年） | チェッカーモータースポーツクラブ | SUZ Ret | FSW 11  | MIN     | SUZ 14  | SUG 11  | FSW Ret | SUZ Ret | SUZ    |         |        |       | NC   | 0        |
| 1990年（平成2年）  | チェッカーモーター株式会社       | SUZ     | FSW Ret |         |         |         |         |         |        |         |        |       | NC   | 0        |
| 1990年（平成2年）  | CSK RACING with FLAT OUT         |         |         | MIN DNQ | SUZ DNQ | SUG DNQ | FSW DNQ | FSW DNQ | SUZ 18 | FSW Ret | SUZ 14 |       | NC   | 0        |
| 1991年（平成3年）  | CSK RACING with FLAT OUT         | SUZ DNQ | AUT DNQ | FSW DNQ | MIN 12  | SUZ 9   | SUG DNQ | FSW 23  | SUZ 19 | FSW C   | SUZ    | FSW 8 | NC   | 0        |

### 全日本フォーミュラ3選手権
| 年     | チーム              | エンジン | 1   | 2      | 3     | 4     | 5       | 6     | 7   | 8      | 9     | 順位 | ポイント |
| ------ | ------------------- | -------- | --- | ------ | ----- | ----- | ------- | ----- | --- | ------ | ----- | ---- | -------- |
| 1986年 | STPレーシングチーム | トヨタ   | SUZ | FSW 14 | SUZ 9 | TSU 2 | NIS Ret | TSU 3 | SEN | SUZ 15 | SUZ 8 | -    | 32       |

### 全日本耐久選手権/全日本スポーツプロトタイプカー耐久選手権
| 年                 | 所属チーム                 | 使用車両             | クラス | 1     | 2     | 3   | 4       | 5       | 6     | 7   | 順位 | ポイント |
| ------------------ | -------------------------- | -------------------- | ------ | ----- | ----- | --- | ------- | ------- | ----- | --- | ---- | -------- |
| 1983年（昭和58年） | JACSレーシングチーム       | マツダ・RX-7         | B      | SUZ   | SUZ 6 | FSW |         |         |       |     |      |          |
| 1985年（昭和60年） | グループハリハラ 織田 耕造 | マナティMk4・マツダ  | B      | SUZ   | FSW   | FSW | SUZ 10  | FSW     | FSW   |     |      |          |
| 1986年（昭和61年） |                            | ウエスト85S・マツダ  | A      | SUZ   | FSW   | FSW | SUZ 3   | FSW     | FSW   |     |      |          |
| 1987年（昭和62年） |                            | タイガGC87・フォード | C1     | SUZ   | FSW   | FSW | SUZ     | FSW Ret | FSW   |     | NC   | 0        |
| 1989年（平成元年） | マツダスピード             | マツダ・767          | GTP    | FSW 2 | FSW   | FSW | SUZ     | FSW     |       |     |      |          |
| 1990年（平成2年）  | マツダスピード             | マツダ・787          | GTP    | FSW   | FSW   | FSW | SUZ Ret | SUG     |       |     |      |          |
| 1990年（平成2年）  | マツダスピード             | マツダ・767B         | GTP    |       |       |     |         |         | FSW 1 |     |      |          |
| 1991年（平成3年）  | マツダスピード             | マツダ・787          | GTP    | FSW   | FSW 2 | FSW | SUZ     |         |       |     | 25位 | 8        |
| 1991年（平成3年）  | マツダスピード             | マツダ・787B         | GTP    |       |       |     |         | SUG 1   | FSW   | SUG | 25位 | 8        |

### 全日本ツーリングカー選手権（JTC）
| 年                 | 所属チーム  | 使用車両           | クラス | 1       | 2     | 3     | 4       | 5       | 6      | 7   | 8   | 順位 | ポイント |
| ------------------ | ----------- | ------------------ | ------ | ------- | ----- | ----- | ------- | ------- | ------ | --- | --- | ---- | -------- |
| 1986年（昭和61年） |             | 日産・スカイライン | DIV.3  | NIS     | SUG   | TSU   | SEN     | FSW     | SUZ NC |     |     |      |          |
| 1987年（昭和62年） |             | トヨタ・カローラFX | DIV.1  | NIS 13  | SEN 2 | TSU 4 | SUG 2   | FSW Ret | SUZ 4  |     |     |      |          |
| 1988年（昭和63年） |             | BMW・M3            | JTC-2  | SUZ     | NIS   | SEN   | TSU Ret | SUG     | FSW    |     |     |      |          |
| 1989年（平成元年） |             | BMW・M3            | JTC-2  | MIN 4   | SEN 3 | TSU 2 | SUG Ret | SUZ 2   | FSW 5  |     |     | 5位  | 60       |
| 1990年（平成2年）  | Cara Racing | BMW・M3            | JTC-2  | NIS     | SUG   | SUZ 4 | TSU Ret | SEN 3   | FSW    |     |     |      |          |
| 1991年（平成3年）  | Team Noji   | BMW・M3            | JTC-2  | SUG     | SUZ   | TSU   | SEN 6   | AUT     | FSW    |     |     |      |          |
| 1992年（平成4年）  | IPS wakoS   | BMW・M3            | JTC-2  | TAI Ret | AUT 4 | SUG 4 | SUZ 4   | MIN     | TSU    | SEN | FSW | 15位 | 30       |

### 全日本GT選手権
| 年                 | チーム                     | 使用車両         | クラス | 1       | 2      | 3      | 4       | 5       | 6       | 7   | 順位 | ポイント |
| ------------------ | -------------------------- | ---------------- | ------ | ------- | ------ | ------ | ------- | ------- | ------- | --- | ---- | -------- |
| 1994年（平成6年）  | TEAM TAISAN                | フェラーリ・F40  | GT1    | FSW 3   | SEN 3  | FSW 2  | SUG Ret | MIN 1   |         |     | 6位  | 39       |
| 1995年（平成7年）  | TEAM TAISAN                | フェラーリ・F40  | GT1    | SUZ Ret | FSW 9  | SEN    | FSW 18  | SUG     | MIN 12  |     | 27位 | 2        |
| 1996年（平成8年）  | TAKU MOTOR SPORT           | ポルシェ・911    | GT500  | SUZ 13  | FSW 14 | SEN 10 | FSW     | SUG Ret | MIN 12  |     | 26位 | 1        |
| 1997年（平成9年）  | TEAM FERRARI CULB of JAPAN | フェラーリ・F355 | GT300  | SUZ 11  | FSW 4  | SEN 9  | FSW 2   | MIN 7   | SUG Ret |     | 7位  | 31       |
| 1998年（平成10年） | TEAM FERRARI CULB of JAPAN | フェラーリ・F355 | GT300  | SUZ Ret | FSW C  | SEN    | FSW     | TRM     | MIN     | SUG | NC   | 0        |

### ル・マン24時間レース
| 年                | チーム                       | コ・ドライバー                                  | 使用車両            | クラス | 周回 | 総合順位 | クラス順位 |
| ----------------- | ---------------------------- | ----------------------------------------------- | ------------------- | ------ | ---- | -------- | ---------- |
| 1994年（平成6年） | シンプソン・エンジニアリング | ロビン・スミス ステファノ・セバスティアーニ     | フェラーリ・348LM   | GT2    | 57   | DNF      | DNF        |
| 1995年（平成7年） | エネアSRL・イゴル            | アンデルス・オロフソン ルキアーノ・デラ＝ノース | フェラーリ・F40 GTE | GT1    | 42   | DNF      | DNF        |
| 1996年（平成8年） | エネアSRL・イゴル            | ロビン・ドノヴァン ピエロ・ナッピ               | フェラーリ・F40 GTE | GT1    | 129  | DNF      | DNF        |